# Embalse del Rumblar
El embalse del Rumblar es un embalse de almacenamiento construido en el río Rumblar, en el municipio de Baños de la Encina, en la provincia de Jaén, al sur de España. La capacidad del embalse es de 126 hm³.
Los principales aportes hídricos son el propio río Rumblar (formado en el propio embalse al unirse el río Pinto y el río Grande), el arroyo de Murquigüelo, el de las Higueruelas, y el río Chico o del Renegadero, que afluye en el río Grande y recibe las aguas del río de la Campana.

## Usos
Sus usos son:
- riego (unos 53 hm3 al año),
- producción de electricidad,
- recreativos (pesca, baño, pícnic, navegación y deportes náuticos),
- mantenimiento de caudal ecológico.

## Entorno natural
El entorno del embalse está catalogado como Lugar de Interés Comunitario. En plena Sierra Morena, rodeado de monte mediterráneo donde destaca la encina y aparece el alcornoque, se presenta como un hábitat óptimo para especies como el lince ibérico. También es idóneo para presenciar la berrea del ciervo, que tiene lugar en otoño. En su orilla es posible observar a la cigüeña negra. Asimismo existe un nutrido grupo de rapaces y de aves carroñeras tales como el águila real, el águila imperial, el buitre negro y el leonado. Como mamíferos destacan la nutria, el zorro, y especies cazables como el muflón, el gamo, el jabalí y el ya mencionado ciervo. A pocos kilómetros del embalse, el relieve y la vegetación se transforman notablemente, alternándose el olivar con dehesas alomadas en las que pacen reses bravas.
En el embalse habitan especies comunes como el black bass, la carpa y el barbo. Y junto a ellas, una especie endémica, denominada bogardilla.
Playa del Tamujoso
Una de las orillas del embalse es conocida como la playa del Tamujoso. Está formada por suelos de pizarra y poblada por pinos y eucaliptos. En ella se llevan a cabo actividades deportivas como piragüismo o vela, siendo una zona de baño muy frecuentada.
Yacimiento de Peñalosa
En una de las orillas, y sumergido parcialmente por las aguas, se encuentra el yacimiento argárico de Peñalosa. El poblado conserva un entramado de calles aterrazadas y de muros de pizarras pertenecientes a casas rectangulares, de 4000 años de antigüedad, así como un aljibe. En él se hallaron restos de actividad metalúrgica y una importante sepultura monumental.